# Kondrajec Pański (wieś)
Kondrajec Pański – wieś w Polsce położona w województwie mazowieckim, w powiecie ciechanowskim, w gminie Glinojeck.
W latach 1975–1998 miejscowość położona była w województwie ciechanowskim.